# Discografia de Andrea Bocelli

A discografia de Andrea Bocelli, tenor e artista crossover italiano, é formada por quinze álbuns de estúdio (incluindo um álbum natalino), duas coletâneas, três álbuns ao vivo, um extended play e vinte e seis singles. 
Desde o lançamento de seu álbum de estreia, Il mare calmo della sera, tendo vencido o Festival de Sanremo de 1994 com a canção homônima, até o lançamento de My Christmas, o álbum natalino mais vendido e um dos mais vendidos de 2009, Bocelli vendeu mais de 80 milhões de cópias em todo o mundo. O tenor italiano é o artista de maior sucesso comercial em toda a história música Clássica.
Em 1999, foi indicado ao Grammy de Artista Revelação, marcando a primeira vez desde Leontyne Price (em 1961) em que um artista clássico foi indicado à categoria. No mesmo ano, The Prayer, seu dueto com a cantora canadense Céline Dion integrou a trilha sonora de Quest for Camelot e foi indicado ao Golden Globe e ao Óscar de Melhor Canção Original. Com o lançamento de seu álbum clássico, Sacred Arias, Bocelli entrou para o Guinness Book ao ocupar simultaneamente a primeira e terceira posições na US Classical Albums Chart. Bocelli permaneceu na liderança da parada musical durante os três anos seguintes. Seis de seus álbuns posteriores entraram no Top 10 da Billboard 200 e sete de seus álbuns clássicos lideraram a US Classical Albums Chart nos Estados Unidos.
Com 5 milhões de cópias vendidas em todo o mundo, Sacred Arias (1999) tornou-se o álbum clássico mais vendido de todos os tempos. E com pouco menos de 20 milhões de cópias vendidas em todo o mundo, seu álbum Romanza (1997) tornou-se o álbum mais vendido por um artista italiano em toda a história, assim como o álbum estrangeiro mais vendido no Canadá e em grande parte dos países da América Latina. O primeiro single deste álbum, intitulado "Time to Say Goodbye" (um dueto com a soprano inglesa Sarah Brightman), liderou as paradas musicais em toda a Europa, inclusive na Alemanha, onde permaneceu no topo das tabelas musicais por quatorze semanas consecutivas e vendeu mais de 3 milhões de cópias. "Con te partirò", a versão solo e em italiano, também tornou-se o single mais vendida na Bélgica. Bocelli é considerado o mais popular artista italiano e cantor clássico em todo o mundo.

## Discografia

### Álbuns de estúdio
| Ano  | Álbum                                                                                                | Melhor Posição | Melhor Posição | Melhor Posição | Melhor Posição | Melhor Posição | Melhor Posição | Melhor Posição | Vendagem      | Certificações                                         |
| Ano  | Álbum                                                                                                | ITA            | AUS            | AUT            | CAN            | EUA            | FRA            | GBR            | Vendagem      | Certificações                                         |
| ---- | --- | -------------- | -------------- | -------------- | -------------- | -------------- | -------------- | -------------- | ------------- | ----------------------------------------------------- |
| 1994 | Il mare calmo della sera - Lançamento: 1994 - Formato: CD, Cassette - Gravadora: Polydor             | —              | —              | 33             | —              | —              | 16             | —              |               |                                                       |
| 1995 | Bocelli - Lançamento: 13 de Novembro de 1995 - Formato: CD, Cassette - Gravadora: Polydor            | —              | —              | 3              | —              | —              | —              | —              |               | - : 4× Platina - : Platina - : 4× Platina             |
| 1995 | Viaggio Italiano - Lançamento: 1995 - Formato: CD, Cassette - Gravadora: Polydor                     | —              | 15             | 19             | —              | 153            | 4              | 24             |               | - : Platina - : Platina - : Ouro - : Platina - : Ouro |
| 1998 | Aria: The Opera Album - Lançamento: 23 de Março de 1998 - Formato: CD, Cassette - Gravadora: Philips | —              | —              | 5              | —              | 59             | 5              | 33             |               |                                                       |
| 1999 | Sogno - Lançamento: 22 de Março de 1999 - Formato: CD, Cassette - Gravadora: Polydor                 | —              | 3              | 3              | 1              | 4              | 3              | 4              | - : 2,500,000 |                                                       |
| 1999 | Sacred Arias - Lançamento: 9 de Novembro de 1999 - Formato: CD, Cassette - Gravadora: Philips        | —              | 7              | 2              | 6              | 22             | 5              | 20             |               |                                                       |
| 2000 | Verdi - Lançamento: 11 de Setembro de 2000 - Formato: CD, Cassette - Gravadora: Philips              | —              | 20             | 8              | —              | 23             | 33             | 17             |               |                                                       |
| 2001 | Cieli di Toscana - Lançamento: 15 de Outubro de 2001 - Formato: CD, Cassette - Gravadora: Polydor    | 4              | 6              | 4              | 10             | 11             | 18             | 3              |               |                                                       |
| 2002 | Sentimento - Lançamento: 4 de Novembro de 2002 - Formato: CD, Cassette - Gravadora: Philips          | 11             | 17             | 14             | —              | 12             | 33             | 7              |               |                                                       |
| 2004 | Andrea - Lançamento: 1 de Novembro de 2004 - Formato: CD, Cassette - Gravadora: Polydor              | 19             | 12             | 19             | —              | 16             | 55             | 19             |               |                                                       |
| 2006 | Amore - Lançamento: 8 de Fevereiro de 2006 - Formato: CD - Gravadora: Polydor                        | 2              | 5              | 4              | 3              | 3              | 4              | —              |               |                                                       |
| 2008 | Incanto - Lançamento: 24 de Outubro de 2008 - Formato: CD, download digital - Gravadora: Decca       | 5              | 33             | 40             | 10             | 8              | 28             | 12             |               |                                                       |
| 2009 | My Christmas - Lançamento: 20 de Novembro de 2009 - Formato: CD, download digital - Gravadora: Decca | 1              | 27             | 11             | 2              | 2              | 163            | 18             |               |                                                       |
| 2013 | Passione - Lançamento: 25 de Janeiro de 2013 - Formato: CD, download digital - Gravadora: Decca      | 3              | 33             | 11             | 4              | 2              | 33             | 7              |               |                                                       |
| 2015 | Cinema - Lançamento: 23 de Outubro de 2015 - Formato: CD, download digital - Gravadora: Decca        | 4              | 7              |                | 21             | 10             | 116            | 3              |               |                                                       |

### Álbuns ao vivo
| Ano  | Álbum | Melhor Posição | Melhor Posição | Melhor Posição | Melhor Posição | Melhor Posição | Melhor Posição | Melhor Posição | Vendagem | Certificação |
| Ano  | Álbum | ITA            | AUS            | AUT            | CAN            | EUA            | FRA            | GBR            | Vendagem | Certificação |
| ---- | --- | -------------- | -------------- | -------------- | -------------- | -------------- | -------------- | -------------- | -------- | ------------ |
| 2006 | Under the Desert Sky - Lançamento: 7 de Novembro de 2006 - Formato: CD, DVD - Gravadora: Verve                | —              | —              | —              | —              | 11             | —              | —              |          |              |
| 2008 | Vivere Live in Tuscany - Lançamento: 29 de Janeiro de 2008 - Formato: CD, DVD - Gravadora: Polydor            | —              | —              | —              | —              | 22             | —              | —              |          |              |
| 2011 | Concerto: One Night in Central Park - Lançamento: 11 de Novembro de 2011 - Formato: CD, DVD, download digital | 9              | —              | 38             | 16             | 4              | 132            | 17             |          |              |

### Coletâneas
| Ano  | Álbum | Melhor Posição | Melhor Posição | Melhor Posição | Melhor Posição | Melhor Posição | Melhor Posição | Melhor Posição | Vendagem | Certificação |
| Ano  | Álbum | ITA            | AUS            | AUT            | CAN            | EUA            | FRA            | GBR            | Vendagem | Certificação |
| ---- | --- | -------------- | -------------- | -------------- | -------------- | -------------- | -------------- | -------------- | -------- | ------------ |
| 1997 | Romanza - Lançamento: 24 de Março de 1997 - Formato: CD, Cassette - Gravadora: Polydor                                       | —              | 2              | 1              | 5              | 35             | 1              | 6              |          |              |
| 2007 | Vivere - The Best of Andrea Bocelli - Lançamento: 12 de Janeiro de 2007 - Formato: CD, download digital - Gravadora: Polydor | 2              | 11             | 13             | 8              | 9              | —              | 4              |          |              |
| 2012 | Opera - Lançamento: 5 de Novembro de 2012 - Formato: CD, download digital - Gravadora: Decca                                 | —              | —              | —              | —              | —              | —              | 10             |          |              |

### Álbuns colaborativos
| Ano  | Álbum | Melhor Posição | Melhor Posição | Melhor Posição | Melhor Posição | Melhor Posição | Melhor Posição | Melhor Posição | Vendagem | Certificação |
| Ano  | Álbum | ITA            | AUS            | AUT            | CAN            | EUA            | FRA            | GBR            | Vendagem | Certificação |
| ---- | --- | -------------- | -------------- | -------------- | -------------- | -------------- | -------------- | -------------- | -------- | ------------ |
| 1997 | A Hymn for the World - Lançamento: 7 de Agosto de 1997 - Formato: CD, Cassette - Gravadora: Deutsche Grammophon              | —              | —              | —              | —              | —              | 12             | —              |          |              |
| 1998 | A Hymn for the World 2 (Voices From Heaven) - Lançamento: 3 de Novembro de 1998 - Formato: CD, Cassette - Gravadora: Philips | —              | —              | —              | —              | —              | —              | —              |          |              |
| 2001 | Requiem - Lançamento: 19 de Março de 2001 - Formato: CD, Cassette - Gravadora: Polydor                                       | —              | —              | —              | —              | —              | —              | —              |          |              |
| 2010 | Carmen: Duets & Arias - Lançamento: 6 de Outubro de 2010 - Formato: CD, download digital - Gravadora: Decca                  | —              | —              | —              | —              | —              | 110            | —              |          |              |

### Óperas gravadas
| Ano  | Ópera                                                           | Condução e acompanhamento                                    |
| ---- | --------------------------------------------------------------- | ------------------------------------------------------------ |
| 2002 | La Bohème: The Dream Cast - Lançamento: 2002 - Gravadora: Decca | Zubin Mehta Orquestra Filarmônica de Israel                  |
| 2003 | Tosca - Lançamento: 2002 - Gravadora: Decca                     | Zubin Mehta Orquestra e Coral do Maggio Musicale Fiorentino  |
| 2004 | Il trovatore - Lançamento: 2004 - Gravadora: Decca              | Steven Mercurio Orquestra do Teatro Massimo Bellini          |
| 2005 | Werther - Lançamento: 2005 - Gravadora: Decca                   | Yves Abel Orquesta do Teatro Comunale de Bolonha             |
| 2006 | Pagliacci - Lançamento: 2006 - Gravadora: Decca                 | Steven Mercurio Orquestra do Teatro Massimo Bellini          |
| 2007 | Cavalleria rusticana - Lançamento: 2007 - Gravadora: Decca      | Steven Mercurio Orquestra do Teatro Massimo Bellini          |
| 2008 | Carmen - Lançamento: 2008 / 2010 - Gravadora: Decca             | Myung-whun Chung Orquestra Filarmônica da Radio France       |
| 2010 | Andrea Chénier - Lançamento: 2010 - Gravadora: Decca            | Marco Armiliato Orchestra Sinfonica di Milano Giuseppe Verdi |
| 2012 | Roméo et Juliette - Lançamento: 2012 - Gravadora: Decca         | Fabio Luisi Orquestra e Coral do Teatro Carlo Felice         |
| 2014 | Manon Lescaut - Lançamento: 2012 - Gravadora: Decca             | Plácido Domingo Orquestra de la Comunitat Valenciana         |

## Singles
| Ano  | Single                                                    | Melhor Posição | Melhor Posição | Melhor Posição | Melhor Posição | Melhor Posição | Melhor Posição | Melhor Posição | Certificação                     | Álbum                                     |
| Ano  | Single                                                    | ITA            | AUS            | AUT            | CAN            | EUA            | FRA            | GBR            | Certificação                     | Álbum                                     |
| ---- | --------------------------------------------------------- | -------------- | -------------- | -------------- | -------------- | -------------- | -------------- | -------------- | -------------------------------- | ----------------------------------------- |
| 1994 | "Il mare calmo della sera"                                | —              | —              | —              | —              | —              | 24             | —              |                                  | Il mare calmo della sera                  |
| 1995 | "Con te partirò"/"Vivere"                                 | —              | 1              | —              | —              | —              | 1              | 69             |                                  | Bocelli                                   |
| 1995 | "Macchine da Guerra"                                      | —              | —              | —              | —              | —              | —              | —              |                                  | Bocelli                                   |
| 1995 | "Per amore"                                               | —              | —              | —              | —              | —              | —              | —              |                                  | Bocelli                                   |
| 1996 | "Vivo per lei"                                            | 24             | 22             | —              | —              | —              | 1              | —              | - : Ouro - : Platina - : Platina | Romanza                                   |
| 1996 | "Time to Say Goodbye" (com Sarah Brightman)               | —              | 1              | —              | —              | —              | 25             | 2              |                                  | Romanza                                   |
| 1999 | "The Prayer" (com Céline Dion)                            | —              | —              | —              | —              | —              | —              | —              |                                  | Sogno                                     |
| 1999 | "Canto della Terra"                                       | —              | —              | —              | —              | —              | 42             | 25             |                                  | Sogno                                     |
| 1999 | "Ave Maria"                                               | —              | —              | —              | —              | —              | —              | 65             |                                  | Sogno                                     |
| 2001 | "Melodramma"                                              | —              | —              | —              | —              | —              | —              | —              |                                  | Cieli di Toscana                          |
| 2001 | "Mille Lune Mille Onde"                                   | —              | —              | —              | —              | —              | —              | —              |                                  | Cieli di Toscana                          |
| 2001 | "L'abitudine" (com Helena Hellwig)                        | —              | —              | —              | —              | —              | —              | —              |                                  | Cieli di Toscana                          |
| 2004 | "Dell'amore non si sa"                                    | —              | —              | —              | —              | —              | —              | —              |                                  | Andrea                                    |
| 2004 | "Un nuovo giorno"                                         | —              | —              | —              | —              | —              | —              | —              |                                  | Andrea                                    |
| 2006 | "Somos Novios (It's Impossible)" (com Christina Aguilera) | —              | —              | —              | —              | —              | —              | —              |                                  | Amore                                     |
| 2006 | "Because We Believe" (com Marco Borsato)                  | —              | —              | —              | —              | —              | —              | —              |                                  | Amore                                     |
| 2006 | "Ama Credi E Vai"                                         | 11             | —              | —              | —              | —              | —              | —              |                                  | Amore                                     |
| 2007 | "Dare to Live"                                            | 17             | —              | —              | —              | —              | —              | —              |                                  | Vivere - The Best of Andrea Bocelli       |
| 2008 | "Vive Ya"                                                 | —              | —              | —              | —              | —              | —              | —              |                                  | Vivere - The Best of Andrea Bocelli       |
| 2009 | "White Christmas/Bianco Natale"                           | —              | —              | —              | —              | —              | —              | —              |                                  | My Christmas                              |
| 2009 | "What Child Is This" (com Mary J. Blige)                  | —              | —              | —              | —              | —              | —              | —              |                                  | My Christmas                              |
| 2010 | "Bridge over Troubled Water" (com Mary J. Blige)          | —              | —              | —              | —              | —              | —              | —              |                                  | Gravação colaborativa pelo Sismo do Haiti |
| 2013 | "Quizás, Quizás, Quizás" (com Jennifer Lopez)             |                |                |                |                |                |                |                |                                  | Passione                                  |
| 2015 | "E più ti penso" (com Ariana Grande)                      |                |                |                |                | 1              |                |                |                                  | Cinema                                    |